# Bêtise de Cambrai

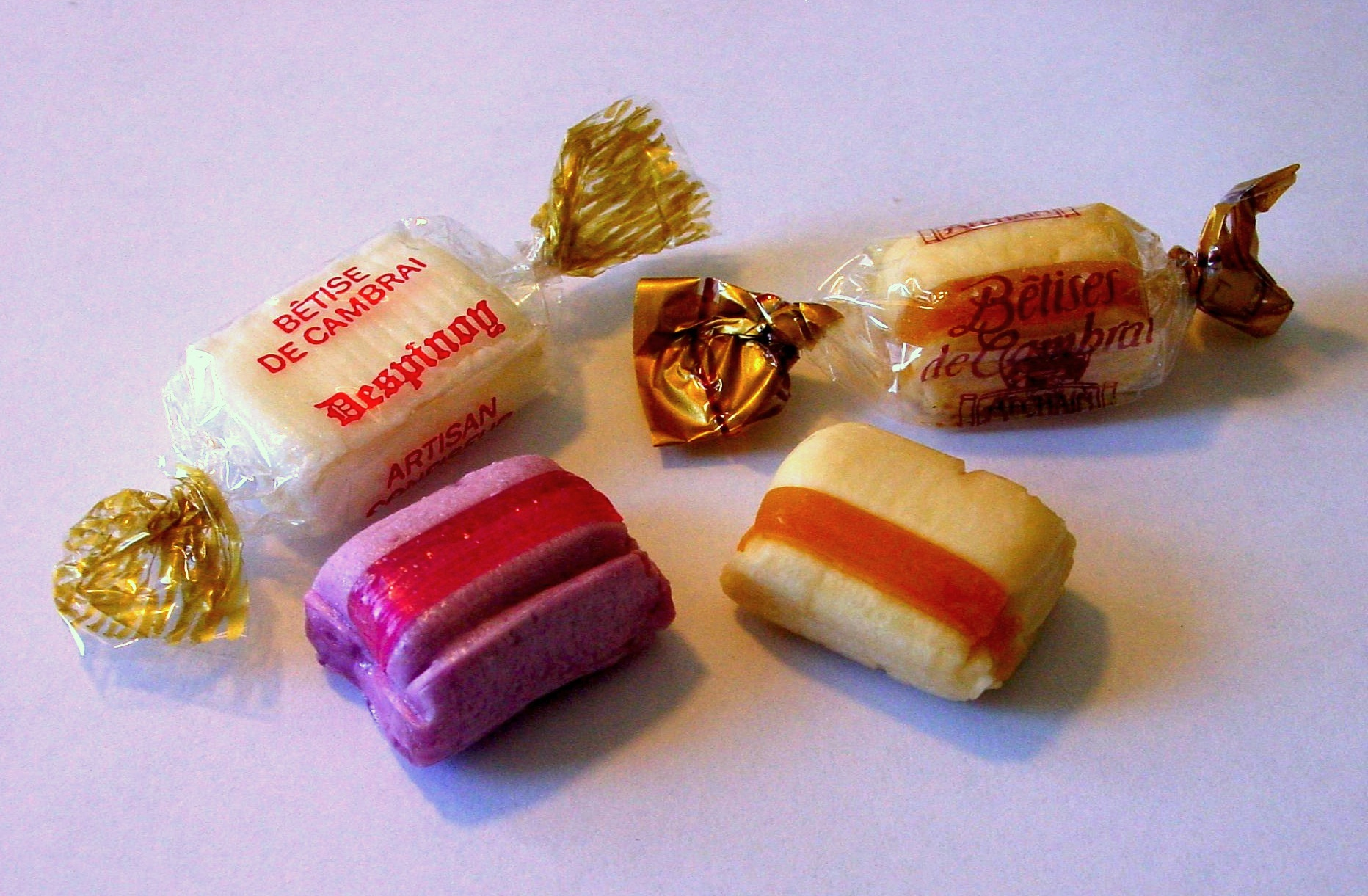
Muestra variada de bêtises, la original abajo a la derecha.

La bêtise (en español tontería) es una golosina típica de la ciudad francesa de Cambrai. Se trata de caramelos con sabor a menta (aunque actualmente los hay de todos los sabores) cruzados con una raya de color y originarios de 1850 (su paternidad se la disputan dos pastelerías, la Afchain y la Despinoy). Su nombre se debe a un fallo durante su producción por parte del artesano que cometió un error o tontería.
Pese a su simplicidad han resistido el paso del tiempo e incluso cuentan con apariciones literarias como en el poema Pater noster de Jacques Prévert o en el cómic La vuelta a la Galia de Astérix donde son una de las especialidades gastronómicas recogidas por Astérix durante su tour.